# Bible d’Olivétan

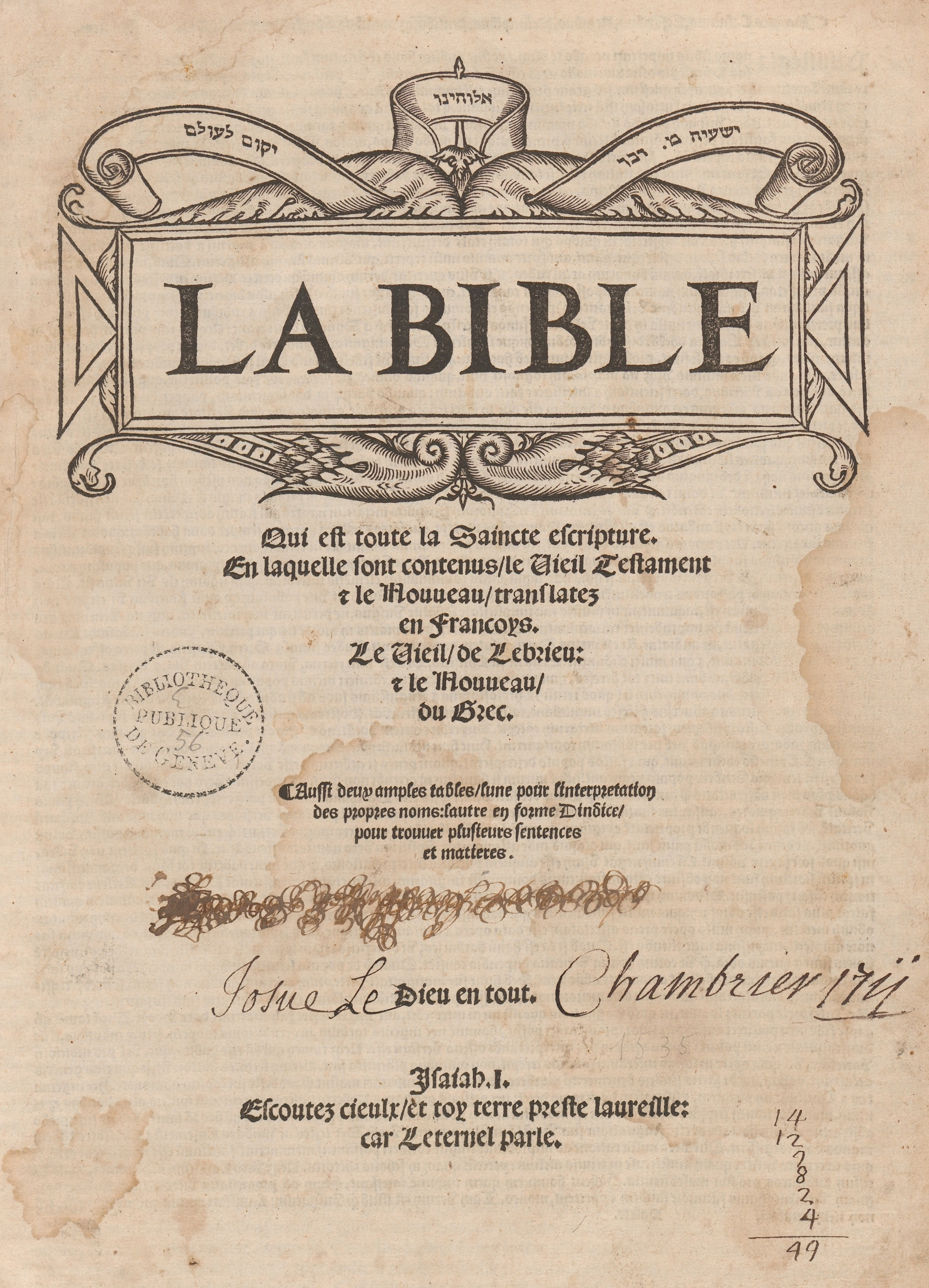
La Bible Qui est toute la Saincte escripture. Serrières bei Neuchâtel 1535

Die Bible d’Olivétan (auch: Olivétan-Bibel), hin und wieder auch nach ihrem Erstdruckort Bible de Serrières genannt, ist eine vollständige französische Übersetzung der Bibel. Sie wurde vom protestantischen Theologen Pierre-Robert Olivétan erstellt und 1535 erstmals veröffentlicht. Die besagte Bibelübersetzung ging später in der Bible de Genève (1560) auf. Sie war die erste französische Übersetzung aus den biblischen Ursprachen.

## Übersetzung
Pierre Robert Olivétan, auch Olivetanus genannt, war ein Schüler von Jacques Lefèvre d’Étaples (Faber Stapulensis), der begonnen hatte die Vulgata, die lateinische Bibelübersetzung von Hieronymus, ins Französische zu übersetzen. Als Protestant wurde Pierre Robert Olivétan jedoch aus Frankreich vertrieben. 1531 hielt er sich in Genf auf, musste die Stadt aber auf Grund eines Disputes verlassen. Bald darauf, am 12. September 1532 wurde auf Initiative von Guillaume Farel auf der Waldenser-Synode von Chanforan beschlossen, eine vollständige Bibel aus den Ursprachen in die französische Sprache zu übersetzen. Einige Wochen später wurde der Genfer Drucker Pierre de Vingle kontaktiert, der im März 1533 vom Stadtrat die Genehmigung erhielt, eine französische Bibel zu drucken. Gleichzeitig sammelten die Waldenser mit Hilfe von Farel den großen Betrag von 800 Gold-Ecus, was 20 Jahreslöhne von Handwerkern entsprach. Farel überzeugte seinen Freund Pierre Robert Olivétan die gewünschte Bibelübersetzungsarbeit zu leisten. Olivétan begann sodann offenbar im Jahr 1533 damit, die Bibel seines Lehrers, die Bible de Lefèvre d’Étaples zu vollenden und zu verbessern. Olivétan begnügte sich in den darauffolgenden Jahren mit kleinen Lehrerstellen in Täler von Piemont. In diesen schwierigen Jahren revidierte er das Neue Testament seines Lehrers an wenigen Stellen und übersetzte die fehlenden Teile der Bibel aus dem hebräischen masoretischen Grundtext von 1488, 1491 und 1494. Er arbeitete auch mit den Waldensern zusammen, die ihm eine Vetus Latina (Itala), eine Übersetzung der Kirche von Antiochia von 157 n. Chr., zur Verfügung stellten. Des Weiteren soll er die Lutherbibel beim Übersetzen eingesehen haben.
Die Bibel Pierre Robert Olivétans wurde erstmals im Jahr 1535 in Serrières beim Drucker Pierre de Vingle gedruckt.  Serrières war ein Ort bei Neuenburg (französisch: Neuchâtel), der heute im Übrigen ein Stadtteil von Neuenburg darstellt. Von 1535 bis 1538 brachte Olivétan insbesondere beim Neuen Testament zahlreiche Korrekturen an. Eine revidierte Auflage des Neuen Testaments wurde in Pierre Robert Olivétans Todesjahr 1538 herausgegeben. Die Bible d’Olivétan wurde zur Bibel der Hugenotten. Weitere Revisionen der Bibel führten zur Entstehung der Bible de Genève (1560).